# Viktor Marienko
Viktor Semionovitch Marienko (en russe : Виктор Семёнович Марьенко ; en ukrainien : Віктор Семенович Мар'єнко) est un footballeur et entraîneur de football soviétique né le 22 août 1929 à Iassinovataïa et mort le 9 juillet 2007 à Petrovskoïe.

## Biographie

### Carrière en club
Natif de Iassinovataïa dans l'oblast de Donetsk, Viktor Marienko entame la pratique du football dans cette ville durant sa jeunesse, intégrant les rangs du club local du Lokomotiv en 1949. Il est par la suite transféré au Chakhtior Stalino en 1950, découvrant cette année-là la première division soviétique où il fait ses débuts le 12 mai 1950 contre le CDKA Moscou à l'âge de 20 ans. Il marque son premier but quelques jours plus tard le 21 mai face au Torpedo Moscou.
Peu utilisé durant ses premières années, la relégation du club à l'issue de la saison 1952 lui permet de jouer plus régulièrement lors de l'année 1953 avec 20 rencontres disputées. Il est alors recruté par le Torpedo Moscou où il passe six saisons, disputant 95 rencontres entre 1954 et 1959 et finissant notamment vice-champion en 1957. Il rejoint par la suite l'Avangard Kharkov où il passe ses dernières années avant de mettre un terme à sa carrière à l'âge de 33 ans au cours de l'été 1962.

### Carrière d'entraîneur
Se reconvertissant comme entraîneur après la fin de sa carrière, Marienko intègre en fin d'année 1962 l'encadrement technique du Chinnik Iaroslavl pour la saison 1963. Il fait ensuite son retour au Torpedo Moscou où il prend le poste d'entraîneur principal à partir de 1964. Sous ses ordres, le club termine dans un premier temps deuxième du championnat soviétique derrière le Dinamo Tbilissi avant de l'emporter dès l'année suivante. Il atteint par la suite la finale de la coupe nationale en 1966, perdue face au Dynamo Kiev, et dirige également l'équipe durant sa première campagne en Coupe des clubs champions où il est cependant éliminé d'entrée par l'Inter Milan, futur finaliste. Il quitte ses fonctions durant le mois de février 1967.
Après son départ de Moscou, Marienko prend la tête de l'Ouralmach Sverdlovsk en deuxième division pour les saisons 1967 et 1968, cette dernière s'achevant sur la promotion du club dans l'élite à l'issue de la phase finale pour première fois de son histoire. Malgré ce dernier succès, il s'en va à la fin de l'année 1968 et rejoint dans la foulée le Lokomotiv Moscou où il passe là aussi deux années. Il ne peut empêcher la relégation du club à l'issue de la saison 1969 et quitte ses fonctions à l'issue de l'exercice suivant après avoir échoué à faire remonter l'équipe en finissant quatrième de la deuxième division.
En 1971, Marienko prend la tête du Chinnik Iaroslavl, alors tout juste promu en deuxième division. Il passe par la suite une grande partie des années 1970 à la tête de l'équipe, qu'il maintient à ce niveau dans le milieu de classement pendant toute cette période jusqu'à son départ au mois d'août 1978. Il retrouve alors le banc du Lokomotiv Moscou, qu'il sauve de justesse de la relégation à l'issue de la saison 1978. Il termine ensuite douzième l'année suivante avant de s'en aller après une dix-huitième position synonyme de relégation à la fin de l'exercice 1980.
Après un bref passage à la tête du centre de formation du Torpedo Moscou en 1981, Marienko prend l'année suivante la direction du Fakel Voronej. Sous ses ordres, le club termine champion de deuxième division en 1984 et passe la saison 1985 dans l'élite, bien qu'il soit relégué en fin de saison. Il est limogé au mois de juin 1987 après un mauvais début de saison qui s'achève par la suite par la relégation du Fakel. Il reprend ensuite son poste de directeur au formation du Torpedo Moscou, qu'il occupe de 1988 à 1992.

## Statistiques

### Statistiques de joueur
| Saison                | Club                  | Championnat           | Championnat | Championnat | Coupe(s) nationale(s) | Coupe(s) nationale(s) | Total | Total |
| Saison                | Club                  | Division              | M.          | B.          | M.                    | B.                    | M.    | B.    |
| 1950                  | Chakhtior Stalino     | D1                    | 6           | 1           | -                     | -                     | 6     | 1     |
| 1951                  | Chakhtior Stalino     | D1                    | 2           | 0           | -                     | -                     | 2     | 0     |
| 1952                  | Chakhtior Stalino     | D1                    | 5           | 0           | -                     | -                     | 5     | 0     |
| 1953                  | Chakhtior Stalino     | D2                    | 20          | 0           | 6                     | 0                     | 26    | 0     |
| Sous-total            | Sous-total            | Sous-total            | 33          | 1           | 6                     | 0                     | 39    | 1     |
| 1954                  | Torpedo Moscou        | D1                    | 20          | 1           | 2                     | 0                     | 22    | 1     |
| 1955                  | Torpedo Moscou        | D1                    | 20          | 0           | 1                     | 0                     | 21    | 0     |
| 1956                  | Torpedo Moscou        | D1                    | 5           | 0           | -                     | -                     | 5     | 0     |
| 1957                  | Torpedo Moscou        | D1                    | 22          | 0           | 4                     | 0                     | 26    | 0     |
| 1958                  | Torpedo Moscou        | D1                    | 20          | 0           | -                     | -                     | 20    | 0     |
| 1959                  | Torpedo Moscou        | D1                    | 1           | 0           | -                     | -                     | 1     | 0     |
| Sous-total            | Sous-total            | Sous-total            | 88          | 1           | 7                     | 0                     | 95    | 1     |
| 1960                  | Avangard Kharkov      | D1                    | 30          | 0           | -                     | -                     | 30    | 0     |
| 1961                  | Avangard Kharkov      | D1                    | 29          | 1           | -                     | -                     | 29    | 1     |
| 1962                  | Avangard Kharkov      | D1                    | 10          | 0           | -                     | -                     | 10    | 0     |
| Sous-total            | Sous-total            | Sous-total            | 69          | 1           | -                     | -                     | 69    | 1     |
| Total sur la carrière | Total sur la carrière | Total sur la carrière | 190         | 3           | 13                    | 0                     | 203   | 3     |

### Statistiques d'entraîneur
| Torpedo Moscou       | 1964         | 5 février 1967 | 110 | 60  | 26  | 24  | 54,5 |
| Ouralmach Sverdlovsk | 1967         | 1968           | 92  | 53  | 22  | 17  | 57,6 |
| Lokomotiv Moscou     | 1969         | 1970           | 82  | 30  | 20  | 32  | 36,6 |
| Chinnik Iaroslavl    | 1971         | août 1978      | 317 | 115 | 86  | 116 | 36,3 |
| Lokomotiv Moscou     | 26 août 1978 | 1980           | 89  | 23  | 26  | 40  | 25,8 |
| Fakel Voronej        | 1982         | juin 1987      | 243 | 111 | 56  | 76  | 45,7 |
| Total                | Total        | Total          | 933 | 392 | 236 | 305 | 42,0 |

## Palmarès

### Palmarès de joueur
| Torpedo Moscou - Championnat d'Union soviétique : - Vice-champion : 1957. |

### Palmarès d'entraîneur
| Torpedo Moscou - Championnat d'Union soviétique (1) : - Champion : 1965. - Vice-champion : 1964. - Coupe d'Union soviétique : - Finaliste : 1966. | Ouralmach Sverdlovsk - Championnat d'Union soviétique D2 (1) : - Champion : 1968. | Fakel Voronej - Championnat d'Union soviétique D2 (1) : - Champion : 1984. |